# Yuki Kadono
Yuki Kadono (født 18. maj 1996) er en japansk snowboarder. Han konkurrerer i Slopestyle og Big Air. Ved Vinter-OL i 2014 deltog Kadono i Slopestyle-disciplinen og endte på en 8. plads.
I 2016 vandt Yuki Kadono en guldmedalje i Big Air ved X Games i Oslo.